# Piripá
Piripá é um município brasileiro do estado da Bahia, pertencente ao território identidade do sudoeste baiano,proposto pela Superintendencia de Estudos Economicos e Sociais da Bahia

## Administrações
No mesmo ano de 1962, data de emancipação política, aconteceu uma eleição para prefeito. O eleito foi Benjamim da Rocha Castro que ficou 1962 a 1966. O Prefeito Benjamim da Rocha Castro trouxe para Piripá vários benefícios: o prédio da prefeitura; 25 escolas na Zona Rural e Sede, a cadeia e outros, terminou o mandato no ano de 1966.
Em 1967 o prefeito eleito foi Osvaldo Dias da Rocha, Vice-Prefeito – José de Almeida (Zezinho de Lia). Terminou o mandato no ano de  1970
Em 1970 a 1972 – Foi eleito Silvio Ribeiro de Castro.
Em 1973 a 1977 - Foi eleita a prefeita Aldanice Ribeiro de Novais, trouxe vários benefícios: Centro de Saúde ,Correio, terminou construção das casas populares, A Praça Joaquim José Ribeiro, que foi construída em homenagem a “Joaquim Piloto”, a Creche Tia Deninha, O Centro de Abastecimento de Piripá(CEAP), a garagem municipal etc.
Em 1977 – Osvaldo Dias da Rocha foi eleito novamente. Terminou o mandato no ano de 1983.
1983 a 1987 – Eguimar Ribeiro da Silva. Trouxe benefícios como: Guardas municipais, várias escolas na Zona Rural,telefone fixo,canal de televisão, pagou as mensalidades do Colégio Estadual de Piripá etc.
1987 a 1991 – Aldanice Ribeiro de Novais novamente eleita. Vice – Prefeito Ataíde Vieira do Carmo.
1992 a 1996 – Eguimar Ribeiro da Silva novamente eleito.
1996 a 2004 – Luciano Ribeiro Rocha.
2004 a 2008 – Jeová Barbosa Gonçalves
2008 a 2012 – Anfrísio Barbosa Rocha.
2013 a 2016 – Sueli Bispo
2017 a 2024 – Flavio Oliveira Rocha

## Geografia
Piripá está localizado na zona econômica da Serra Geral no centro sul baiano, sua área territorial é 511,755 km², suas terras fazem limites com os  municípios de Presidente  Jânio Quadros ao Norte, São João do Paraíso (Minas Gerais) ao Sul, Tremedal a Leste e Cordeiros a Oeste. A sede de Piripá está situada a uma altitude de  618 m, acima do nível do mar. Possui relevo montanhoso e baixo. Hidrograficamente a cidade é atravessada pelos rios Gavião, Cana-Brava; pelas lagoas do Barreiro, da Santana e Ressaca. O clima é quente e semiárido, solo arenoso e de massapé. A vegetação que predomina é a caatinga. A fauna constitui-se de animais de pequeno porte. Quase inexistente a prática da caça e da pesca.
Municípios limítrofes:
- Norte: Presidente Jânio Quadros
- Sul:  Ninheira - MG
- Leste: Tremedal
- Oeste: Cordeiros

### Hidrografia
- Rio Gavião

## Economia

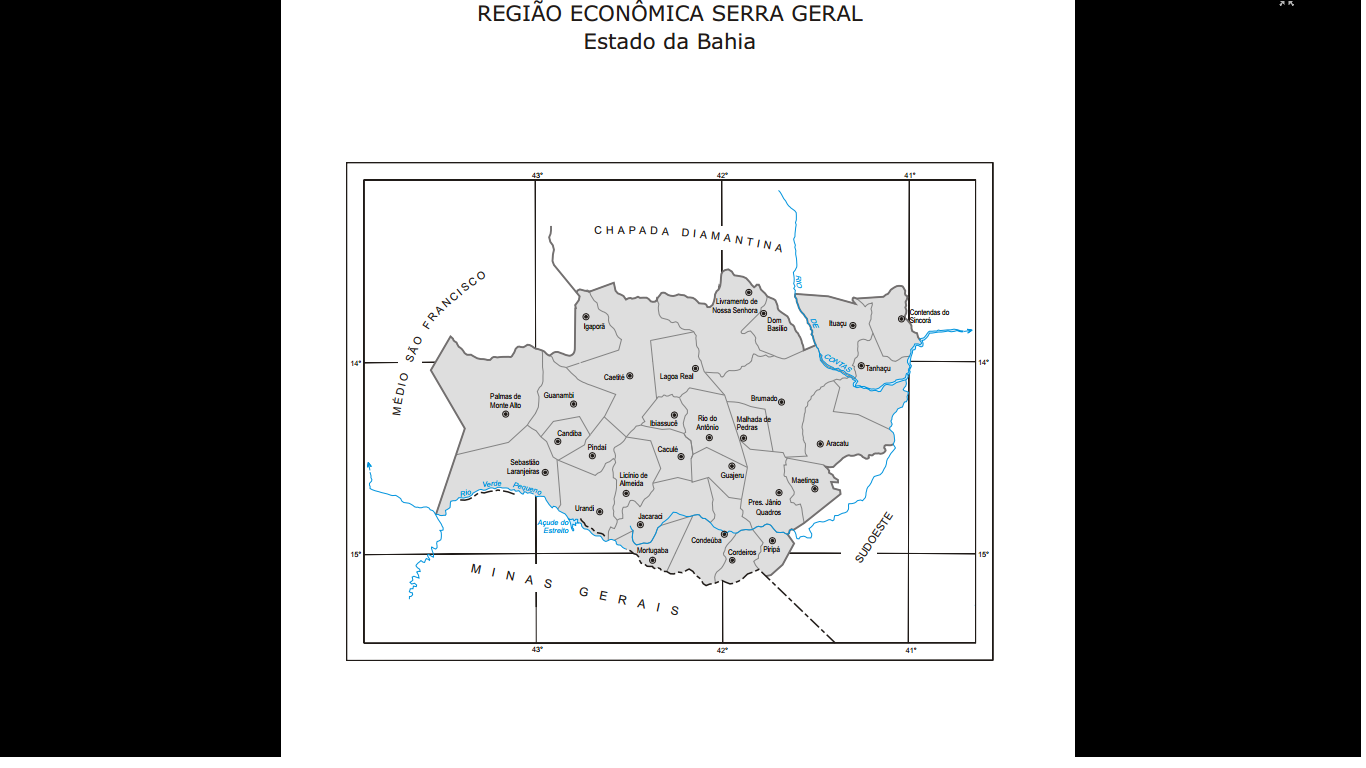
Região econômica da Serra Geral

A cidade de Piripá é uma das cidades da região que tem a maior feira livre realizada na segunda-feira, recebendo assim comerciantes e camelôs de diversas localidades,  comerciando os mais variados produtos. São cultivados banana, cana-de-açúcar, feijão, manga, mamona, mandioca e milho, já foi destaque a cultura da cana-de-açúcar com 3.600 toneladas produzidas.
Há também o investimento em pecuária com a criação de asininos, bovinos, caprinos, equinos, galinhas, muares, ovinos e suínos, com destaque para galos, frangas, frangos e pintos.A área industrial é representada por mais de cinquenta fábricas de cachaça. (engenhos elétricos e ou maiores a diesel), situados na  Zona Rural, pequenas fábricas de farinha, móveis e algumas olarias.